# Test laurylowy
Test laurylowy – test diagnostyczny (o znacznej czułości i swoistości) wykonywany w przypadku chorób trzustki.
Osobie badanej podaje się doustnie dilauran fluoresceiny, który w przewodzie pokarmowym elastaza trzustkowa rozkłada do fluoresceiny, dzięki czemu oznaczyć można stężenie fluoresceiny w moczu - jest ono niższe w przypadku niedoboru elastazy.